# Чандала
Чандала (санскр. चाण्डाल, IAST: cāṇḍāla) — член низшей касты в древней Индии, а сейчас общее бытовое наименование членов низших «неприкасаемых» каст в современной Индии (Северная Индия) и в Бенгалии. Считается самой презренной из низших каст.
Чандалы в древности относились к определённому классу людей, которые, потеряв право на какую-либо из четырёх варн — браминов, кшатриев, вайшьев и шудр— изгонялись из городов и искали убежища в лесах. После они стали «каменщиками», пока окончательно изгнанные, они не покинули страну, примерно за 4000 лет до н. э. Возможно название Чандала происходит от одного из неарийских туземных племён Индии.